# Лесче, Яло
Яло Лесче (фин. Jalo Lesche; 11 апреля 1885, Гельсингфорс, Великое княжество Финляндское, Российская империя — 20 октября 1957, Хельсинки, Финляндия) — финский актёр театра и кино. Лауреат высшей государственной награды Финляндии для деятелей искусств Pro Finlandia (1955).

## Биография
Сын фабриканта. учился актёрскому мастерству в школе при Народном театре. Дебютировал на сцене Народного театра в 1903 году.
С 1914 год более 40 лет выступал в Шведском театре Хельсинки
Помимо театральной карьеры, Яло Лесче снялся в нескольких немых фильмах, большинство из которых не сбереглось.

## Награды
- Pro Finlandia (1955)

## Фильмография
- Nuori luotsi (1913)
- Verettömät (1913)
- Peski, Lappa ja poliisit (1915)
- Venusta etsimässä eli erään nuoren miehen ihmeelliset seikkailut (1919)
- Rautakylän vanha parooni (1923) (kreditoimaton)
- Tervetuloa aamukahville eli Tottako toinenkin puoli? (1952)